# Остео-одонто-кератопротезирование
Остео-одонто-кератопротезирование — сложная хирургическая методика восстановления зрения при тяжелых повреждениях поверхности глаза. Заготовкой для остео-одонто-кератопротеза служит зуб. Операция выполняется крайне редко, значительно уступая по достигаемому качеству зрения намного более распространённой пересадке донорской роговицы.
На первой стадии операции из зуба, удаленного у пациента либо его родственника, вырезается тонкая пластинка. В пластинке проделывается отверстие, в которое вставляют искусственную линзу либо цилиндр, затем конструкция вживляется под кожу пациента на срок от 2 до 4 месяцев, после чего производится имплантация комплекса в глаз пациента.
Процедура была впервые разработана итальянским профессором Бенедетто Стрампелли в 1963 году, затем модифицирована его учеником Джанкарло Фальчинелли.

## Показания и эффективность
Операцию проводят при тяжелых химических ожогах глаза, при синдроме Стивена-Джонсона, трахоме, тяжелом пемфигоиде, синдроме Лайелла, множественных отторжениях пересаженных роговиц и других нарушениях, если зрение не удаётся сохранить менее радикальными методами.
В долгосрочной перспективе существует заметный риск рассасывания пластинки, особенно когда трансплантат взят от другого человека, а также глаукомы. Статистические данные разных исследований оценивают риск механической дисфункции в 15 % (из 181 пациента), 19 % (из 36 пациентов), и даже 34 % (из 145 пациентов). Острота зрения после операции также заметно снижается со временем: по данным одного исследования, через десять лет лишь 38 % пациентов сохраняют остроту зрения более 0.05. Более редкая форма протезирования с использованием остео-кератопротеза связана с более низкими показателями приживления и остроты зрения.

## План операции
Операция проходит в две стадии:
На первой стадии, у пациента удаляют здоровый зуб, клык или премоляр, иногда после предварительной рентгенографии. Затем проводится поверхностная кератэктомия, при которой удаляется поверхность роговицы до слоя Боумена и сверху нашивается лоскут слизистой оболочки, взятой из внутренней поверхности щеки пациента. Из зуба вырезается тонкая пластинка, в ней просверливается отверстие, в которое вставляется пластиковый цилиндр, и весь комплекс вшивается в щёку пациента.
На второй стадии, иногда после предварительной оценки пластинки с помощью МРТ, трансплантационный комплекс вырезают из щеки. На лоскуте слизистой оболочки, приживленной поверх глаза, делается надрез. Для закрепления глаза на время операции может использоваться кольцо Флеринга (Flieringa ring). Трансплантат вставляют в глаз после предварительного удаления некоторых внутриглазных структур. Лоскут слизистой оболочки снова зашивается, над пластиковым прозрачным цилиндром вырезается небольшой участок.
После окончательного приживления, пациент в косметических целях может использовать склеральную линзу, которая внешне выглядит как нормальный глаз со зрачком и радужкой в окружении белой склеры.